# Chico mordido por una lagartija
Chico mordido por una lagartija es uno de los trabajos más representativos de Caravaggio. Pintado durante su estancia en casa de Pandolfo Pucci, su mecenas, se inspira en el carboncillo de Sofonisba Anguissola que había visto en Cremona, Retrato de Asdrúbal, picado por un cangrejo.
El cuadro recrea de una forma singular un incidente cotidiano en que una lagartija muerde a un chico de entre 12 y 14 años de edad. El atractivo misterioso con que dota Caravaggio a su obra le hace aún más interesante, aumenta su fama entre sus ya numerosos seguidores y le convierte en un pintor de gran renombre, al alborear el siglo XVII. Existen dos versiones de la obra que se ubican en Londres y Florencia.